# Christophe Tardieu
Pour les articles homonymes, voir Tardieu.
Christophe Tardieu, né le 20 novembre 1964 à Versailles, est un haut fonctionnaire français.
Il est actuellement[évasif] secrétaire général du groupe France Télévisions et a dirigé par intérim TV5 Monde de juillet à septembre 2024.

## Biographie
Christophe Tardieu est titulaire d'un diplôme d’étude supérieure spécialisée (DESS) en droit du marché commun.
Inspecteur puis inspecteur principal des douanes, il est nommé inspecteur des finances le 1er avril 2000. Il accomplit jusqu'en 2004 diverses missions, notamment dans le domaine culturel (mission sur la politique des musées nationaux avec Guillaume Cerutti ou l'audit de l’orchestre de Paris).
En 2004, Christine Albanel, présidente de l'Établissement public du musée et du domaine national de Versailles, le recrute comme administrateur général. Il met en œuvre pendant trois ans la politique d'ouverture et de développement de la nouvelle présidente du château de Versailles. Il prend position dans la controverse qui oppose adversaires et partisans d'un retour au Versailles de Louis XIV, qu'il défend sans réserve.
En 2007, il rejoint le cabinet de Christine Albanel après la nomination de celle-ci au poste de ministre de la Culture et de la Communication au sein du gouvernement Fillon, en tant que directeur-adjoint, aux côtés de Jean-François Hebert. Il est plus particulièrement chargé des dossiers audiovisuels et porte notamment la loi sur l'audiovisuel de 2008, la réforme des obligations de production, les États généraux de la presse, la réforme de l'Agence France-Presse ou la loi Hadopi. Il anime également les travaux des « Entretiens de Valois », autour de tous les professionnels du spectacle vivant.
En 2009, à la suite de l'« affaire TF1 », il est suspendu un mois, en gardant son traitement d'inspecteur des Finances, en raison du courrier électronique qu'il a transmis à Jean-Michel Counillon (directeur du lobbying de TF1) en tant que directeur adjoint du cabinet de Christine Albanel. Ce courriel est au centre de la polémique, dans lequel il dit : « Bonjour Jean-Michel, vous avez des salariés qui, manifestement, aiment tirer contre leur camp. Cordialement ».
Christine Albanel explique : « J'ai déclaré publiquement que je regrettais cet envoi qui, d'ailleurs, a été fait sans aucune demande de sanction mais pour information. J'ai pris des sanctions à l'encontre du collaborateur en question ».
Au départ de Christine Albanel du gouvernement en 2009, il rejoint son corps d'origine, l'inspection générale des finances et est nommé adjoint au chef du service. En parallèle, il est nommé président du conseil d’administration du Centre national de la danse en juillet 2009 et devient en septembre 2010 directeur adjoint de l'Opéra de Paris. Il démissionne du Centre national de la Danse en octobre 2010 considérant que cette activité n'est pas compatible avec ses nouvelles fonctions au sein de l'Opéra national de Paris. Par ailleurs, Christophe Tardieu démissionne en avril 2011 du conseil de surveillance de la société du Grand Paris, dont il était membre en tant que représentant de l'État (Décret du 8 juillet 2010).
Christophe Tardieu participe activement aux bons résultats financiers de l'Opéra national de Paris qui enregistre, en 2012, un bilan exceptionnel avec 94 % de taux de fréquentation, 65 millions d'euros de billetterie, 9 millions de mécénat, 6 millions générés par les 600 000 visiteurs du palais Garnier, 4 millions par les concessions, 2,5 millions par les locations d'espaces, multiplication des tournages de films.
À partir 2013, il est chargé d'enseignement de management des opérateurs culturels à Sciences Po Paris.
Le 16 juin 2014, il est nommé directeur général délégué du Centre National du Cinéma à compter du 1er septembre de la même année. Il intègre le CNC à une période cruciale pour le secteur de l'audiovisuel et du cinéma avec la nécessité de faire participer les plates formes de vidéo payantes ou gratuites à l'éco-système du cinéma et de l'audiovisuel français. Il défend également sans réserve la position française s'agissant de la protection du droit d'auteur. Il développe aussi les relations internationales en engageant une forte politique de coopération avec le monde francophone dans le monde de l'audiovisuel et du cinéma notamment avec le Québec et est à l'origine de la création d'un fonds de soutien pour la jeune création francophone en Afrique subsaharienne. Il développe aussi fortement la relation avec ses homologues allemands qui sont des partenaires clés dans les discussions communautaires sur l'avenir du cinéma et de l'audiovisuel en Europe. Il promeut également une forte politique de coopération avec les régions s'agissant des aides au cinéma et à l'audiovisuel. Il occupe son poste au CNC jusqu'en février 2019. Olivier Henrard lui succède à partir du 1er mars 2019. À son départ, il est nommé président suppléant de la commission de classification des films.
En novembre 2019, il est chargé par Xavier Bertrand, président de la région des hauts de France de coordonner toutes les actions de la région pour commémorer les 3 grands anniversaires gaulliens de 2020 : le 80e anniversaire du 18 juin, le 50e de sa disparition et le 130e de sa naissance. Malgré la crise sanitaire, de nombreuses opérations et initiatives seront développées autour de la mémoire de de Gaulle dans la région,.
Le 10 décembre 2019, il est nommé vice-président de la Fondation pour la sauvegarde et le développement du Domaine de Chantilly et délégué du chancelier de l'Institut de France par Xavier Darcos, président de l'Institut de France. Il est chargé par Xavier Darcos de liquider cette fondation à la demande de son président, le prince Aga Khan, ce qui sera accompli le 1er juillet 2020 (JO) et de créer une nouvelle fondation de droit public, abrité à l'Institut de France, le Domaine de Chantilly - Fondation d'Aumale, dont il devient le premier administrateur général. Depuis cette nomination il agit pour permettre à Chantilly d’être soutenu dans le cadre de la crise sanitaire. En septembre 2020, il est parallèlement chargé par Roselyne Bachelot de mener une mission sur l’Opéra de Paris avec Georges-François Hirsch pour proposer des réformes organisationnelles, structurelles et financières et sociales indispensables à la survie de l’Opéra de Paris, confronté à la crise sanitaire,.
Le 22 mars 2021, il est nommé secrétaire général de France Télévisions par Delphine Ernotte.
Du 1er juillet 2024 au 2 octobre 2024, il est PDG par intérim de TV5 Monde en remplacement du démissionnaire Yves Bigot. En novembre 2024, il fait partie du jury "Visages de la francophonie" du festival CINEMANIA.

## Ouvrages
Dans son ouvrage Le surintendant de Versailles: Grandes et petites histoires d'un château mythique, paru en 2010, il livre les dessous de l’institution à travers les nombreuses anecdotes qui émaillent son histoire et décrit les rouages qui permettent de faire fonctionner un établissement accueillant plus de 3 millions de visiteurs chaque année. Il s’y fait l’avocat d’une modernisation des institutions culturelles, qu’il confierait davantage à des gestionnaires qu’à des historiens de l’art.
Dans son livre L'Opéra de Paris, coulisse et secret du Palais Garnier co-écrit avec Jean-Philippe Saint-Geours et paru chez Plon en 2015, il raconte toutes les histoires et légendes du Palais Garnier tout en relevant les nombreux défis auxquels l'Opéra de Paris est confronté,.
Il publie en 2017, à l'occasion du cinquantenaire de cet épisode, un livre sur le voyage du général au Québec pour raconter la genèse et l'importance du Vive le Québec libre prononcé au balcon de l'hôtel de ville de Montréal le 24 juillet 1967.
Fin 2019, il sort son livre Quand la France est au pied du mur dont l'objectif est de recenser les moments de l'histoire de France où le pays était donné pour perdu mais a réussi à se ressaisir contre toute attente,.

## Publications
- Le surintendant de Versailles : Grandes et petites histoires d'un château mythique, Paris, éditions du Moment, 2010, 236 p. (ISBN 978-2-35417-080-6)
- Internet et libertés, Paris, CNRS éditions, coll. « Débats », 2010, 74 p. (ISBN 978-2-271-06954-2)
- avec Jean-Philippe Saint-Geours, L'Opéra de Paris, coulisses et secrets du Palais Garnier, Plon, 2015, 343 p. (lire en ligne)
- La dette de Louis XV, éditions du Cerf, 2017, 366 p.
- Quand la France est au pied du mur. De Clovis aux taxis de la Marne, éditions du Cerf, 2019, 338 p.  (ISBN 978-2-204-12651-9)
- avec David Lisnard, La culture nous sauvera, éditions de L'Observatoire, 2021, 192 p.  (ISBN 979-10-329-1404-5)
- Les Années Dabadie, éditions de l'Observatoire, 2023, 224 p.
- avec David Lisnard, Les leçons de Pompidou, éditions de l'Observatoire, 2024, 285 p.

## Décoration
- Commandeur de l'ordre des Arts et des Lettres (2020)[28].
- Chevalier de la Légion d'honneur (2022)[29]